# Ptolemeusz z Mauretanii
Ptolemeusz z Mauretanii (gr. Ptolemajos) (ur. 1 p.n.e., zm. 40 n.e.) – król Mauretanii w latach 23–40.
Ptolemeusz był synem króla Juby II i Kleopatry Selene, córki królowej Egiptu Kleopatry VII i Marka Antoniusza. Zasiadał na tronie mauretańskim jako następca Juby w latach 23–40. Został zabity z rozkazu cesarza Kaliguli. Powodem uśmiercenia była zazdrość Kaliguli o to, że Ptolemeusz pokazał się publicznie w bardziej okazałym płaszczu niż cesarz. Jego królestwo Kaligula włączył do cesarstwa jako prowincję Mauretanię, podzieloną później przez Klaudiusza na dwie: Mauretania Caesariensis i Mauretania Tingitana. Był po kądzieli ostatnim przedstawicielem dynastii Ptolemeuszy.